# Goblin Slayer
Goblin Slayer (Nhật: ゴブリンスレイヤー Hepburn: Goburin Sureiyā) là loạt light novel thuộc thể loại kỳ ảo đen tối do Kagyu Kumo sáng tác và Kannatsuki Noboru minh họa. Được xuất bản bởi SB Creative dưới ấn hiệu GA Bunko.
Bộ truyện có ba bản manga chuyển thể. Một mùa anime truyền hình chuyển thể bởi studio White Fox, phát sóng từ tháng 10 đến tháng 12 năm 2018. Một bộ anime điện ảnh với tựa đề Goblin Slayer: Goblin's Crown được công chiếu vào tháng 2 năm 2020. Mùa hai với tên Goblin Slayer II sản xuất bởi Liden Films sẽ lên sóng vào năm 2023.

## Cốt truyện
Trong bối cảnh kỳ ảo, nơi mà mạo hiểm giả từ khắp mọi nơi trên thế giới đổ về cùng một guild. Họ nhận những nhiệm vụ và hoàn thành chúng để kiếm tiền bạc và danh tiếng. Tuy nhiên, không phải mạo hiểm giả nào cũng gặp may mắn trong lúc thực hiện nhiệm vụ. Họ có thể bị thương tật, chấn thương tâm lý, thậm chí là mất mạng ngay từ nhiệm vụ đầu tiên vì quá thiếu kinh nghiệm. Một nữ tư tế trẻ tuổi trong chuyến phiêu lưu đầu tiên cùng tổ đội mới vào nghề đã gặp nguy hiểm lớn khi đối đầu với một nhóm goblin. Họ thực sự không thể thực hiện nhiệm vụ một cách trơn tru vì những con goblin mà họ đối mặt trong nhiệm vụ này hoàn toàn trái với những gì mà họ biết qua sách vở, nhà trường. Khi những người đồng đội của nữ tư tế bị xóa sổ hoặc không còn khả năng thực hiện nhiệm vụ, một người lạ mặt đã xuất hiện và cứu cô khỏi đám goblin. Người lạ mặt ấy thường được người đời gọi với cái tên là "Goblin Slayer" vì anh trở thành mạo hiểm giả với mục đích duy nhất là tận diệt goblin.

## Nhân vật
Những nhân vật trong câu chuyện không được gọi bằng tên mà được gọi theo lớp nhân vật.
Goblin Slayer (ゴブリンスレイヤー Goburin Sureiyā)
Lồng tiếng bởi: Umehara Yūichirō (tiếng Nhật), Brad Hawkins (tiếng Anh)
Goblin Slayer là một mạo hiểm giả bậc bạc, anh chỉ tập trung vào mỗi việc săn goblin đến mức Guild phải phân loại anh là Chuyên gia của riêng mảng này, vì số lượng goblin mà anh tiêu diệt cũng như khả năng nghiên cứu thói quen và đặc điểm sinh học của chúng. Không màng danh lợi hay vinh quang, Goblin Slayer chỉ quan tâm đến nhiệm vụ săn goblin và không muốn nhận bất cứ loại nhiệm vụ nào không liên quan đến goblin. Dù vậy, anh vẫn thỉnh thoảng nhận nhiệm vụ khác nếu anh thiếu tiền hoặc vì lý do nào đó ngoài tầm kiểm soát.
Ngày anh còn bé, anh là người duy nhất sống sót sau một cuộc tấn công của goblin nhằm vào ngôi làng của anh. Anh đã chứng kiến gia đình mình bị goblin giết hại và cưỡng hiếp khi anh đang trốn dưới tấm ván trên sàn nhà mình. Vì sự kiện này mà anh nảy sinh lòng căm thù sâu sắc với lũ goblin và thề sẽ tiêu diệt chúng đến tận cuối cùng. Sau đó, anh được Du hành giả cứu và dạy những kĩ năng cần thiết để tiêu diệt goblin. Năm năm sau, anh đăng ký gia nhập Guild và được chú của Nữ Cao bồi nhận vào làm. Anh sử dụng thu nhập từ nghề mạo hiểm giả để trả tiền thuê trọ, giúp việc nhà, đồng thời làm thêm việc chuyển phát.
Goblin Slayer thường sử dụng trang bị với vẻ bề ngoài từ trung bình đến dưới trung bình nên hay bị đồng nghiệp coi thường. Tuy nhiên, anh cố tình lựa chọn trang bị như vậy vì chúng rất tiện cho công việc săn goblin. Anh khoác lên mình bộ giáp vừa tốt cho việc bảo vệ bản thân, vừa tiện cho việc di chuyển khi săn goblin trong các hang động hẹp. Không giống như hầu hết mạo hiểm giả, Goblin Slayer thường đội chiếc mũ sắt che kín mặt kể từ thuở mà anh bắt đầu làm mạo hiểm giả để giảm sát thương từ những phát ném đá hoặc đòn đánh vào đầu. Anh thường sử dụng kiếm ngắn và khiên nhỏ trong trận chiến vì vũ khí lớn khó sử dụng trong hang động nhỏ. Anh cũng thường dùng lại vũ khí của những goblin bị giết vì vũ khí của anh thường xuyên bị hỏng. Goblin Slayer có mang theo những món đồ ma thuật hoặc phù phép, trong đó có một chiếc nhẫn cho phép anh thở dưới nước và một cuộn giấy cổng ma thuật có liên kết với đáy đại dương. Phong cách chiến đấu tàn nhẫn của anh thiên về thực dụng, khi thì đặt bẫy, sử dụng loại vũ khí có thể gây hại cho chính người sử dụng và tận dụng bất kỳ lợi thế nào có thể xảy ra. Anh thậm chí còn sử dụng trí tưởng tượng của mình để tái sử dụng một câu thần chú bảo vệ nhằm giết tất cả goblin trong pháo đài elf đang cháy.
Goblin Slayer giết goblin một cách tàn bạo và nhẫn tâm đến mức những ai tận mắt chứng kiến không khỏi cảm thấy bàng hoàng. Anh giết bất kỳ con goblin nào lọt vào tầm mắt của mình, kể cả goblin sơ sinh vì anh tin rằng khi chúng trưởng thành, chúng sẽ trở nên nguy hiểm.
Nữ tư tế (女神官 Onna Shinkan)
Lồng tiếng bởi: Ogura Yui (tiếng Nhật), Hayden Daviau (tiếng Anh)
Nhân vật nữ chính của tác phẩm, tuổi lúc bắt đầu câu chuyện là 15. Ban đầu, cô là mạo hiểm giả được xếp bậc sứ, bậc thấp nhất khi cô mới gia nhập. Cô có tính trẻ trung, tốt bụng và hay giúp đỡ người khác. Cô có khả năng thực hiện phép chữa bệnh, phép ánh sáng thần thánh và phép thuật bảo vệ ở mức thông thạo cao. Trong chuyến đi săn goblin đầu tiên không mấy suôn sẻ, cô được Goblin Slayer cứu và cùng anh lập nên đội mới. Ngay cả khi trải qua những sự kiện kinh hoàng trong nhiệm vụ đầu tiên, cô vẫn muốn trở thành mạo hiểm giả và giúp đỡ đội của mình bất cứ khi nào có thể. Khi sát cánh cùng với Goblin Slayer, trình độ sử dụng phép thuật của cô được cải thiện và được thăng bậc trong hệ thống cấp bậc của mạo hiểm giả. Cô có xuất thân là trẻ mồ côi được nuôi dưỡng trong một ngôi đền để trở thành tư tế giống như bao đứa trẻ mồ côi khác cùng hoàn cảnh với cô.